# Ашот III Багратуни
Ашот III Багратуни, также известный как Ашот Слепой (арм.: Աշոտ Կուրացյալ; род. ок. 690 — ум. ок. 762) — был членом из княжеской, а позднее царской семьи Багратуни, который был правящим князем Армении как ишхан с 732 по 748 годы. Он был племянником Смбата VI Багратуни.

## Биография
Ашот был сыном Васака I Багратуни.
Ашоту III при жизни удалось завоевать расположение Омейядского халифата, одолев одного из эмиров, который восстал против Дамаска и пошел войной на Армению.
Восхождение Ашота означало приход к власти Багратидов.
Он был ослеплен своими соперником Мушегом Мамиконяном, после чего получил прозвание Слепой.
Новая власть Армении, при Ашоте Слепом, достигла такого уровня, что страна могла в кратчайшие сроки мобилизовать армию из 90 000 человек, готовую к отправке в бой.

## Семья
У Ашота было два сына от неизвестной женщины:
- Смбат VII Багратуни, предок армянской ветви Багратуни (включая рода; Таронские Багратуни, Карсские Багратуни);

- Васак II Багратуни, предок грузинской ветви Багратуни.

Ашот также приходится дедом основателю грузинской ветви династии Багратидов — Адарнасе Багратиони.

О начале истории грузинской ветви Багратидов Вардан Аревелци писал: 
«Скажем здесь несколько слов о начале царей армянских и иверийских происшедших от Багратуни… Смбат Багратуни, за которым следовал Ашот, сын Васака, ослепленный князьями Мамиконскими. У него было два сына. Смбат, родоначальник армянских, и Васак — родоначальник иверийских царей». Далее историк продолжил перечисление поколений: «У этого последнего (Васака. — Л. Н.) был сын Атрнерсех, от него Ашот, от него Багарат, за ним брат его Горам, потом Давид, сын Багарата, убитый своим дядей с отцовской стороны, Насром; потом сын Давида, Атрнерсех, сын его Давид, племянник (сын брата) последнего Гурген, потом сын последнего Багарат, который женился на дочери Сенекерима, царя Васпуракана; таков порядок».